# Tomas Kaukėnas
Tomas Kaukėnas, född 1 maj 1990 i Utena, är en litauisk skidskytt som debuterade i världscupen i skidskytte 2009. Han tävlar för klubben Vilimeksas och debuterade som junior år 2007.

## Karriär
Kaukėnas debuterade i världscupen då han ställde upp i sprinten i Ruhpolding år 2009. Han slutade i sin första tävling på plats 100. 
Under juniorvärldsmästerskapen i Martell 2007 slutade han på 60:e plats i sprinten, 20:e i distansloppet och 14:e i stafett. Vid JVM i Ruhpolding 2008 var han 45:a på distansen, 43:a i sprinten, 31:a i jaktstarten och 14:e i stafett. Hans hittills bästa JVM kom 2009 i Canmore då han slutade 33:a i distansloppet, 8:a i sprint, 4:a i jaktstart och 6:a i stafett. 
Vid världsmästerskapen i skidskytte 2013 i Nové Město na Moravě nådde han sin karriärs hittills bästa resultat då han slutade på 22:a plats i sprinten. Han slutade även 23:a i distansloppet och fick genom sina prestationer även som en av 30 åkare köra masstarten som avslutade mästerskapet. I masstarten sköt han 3 bom och slutade på 29:e (näst sista) plats.

## Prestationer

### Juniorvärldsmästerskap
- 2007 (Martell) – 20 (distans), 60 (sprint), DNS (jaktstart), 14 (stafett)
- 2008 (Ruhpolding) – 45 (distans), 43 (sprint), 31 (jaktstart), 14 (stafett)
- 2009 (Canmore) – 33 (distans), 8 (sprint), 4 (jaktstart), 6 (stafett)
- 2010 (Torsby) – 21 (distans), 31 (sprint), 23 (jaktstart), 14 (stafett)
- 2011 (Nové Město) – 47 (distans), 8 (sprint), 11 (jaktstart), DNS (stafett)

### Världsmästerskap
- 2011 (Chanty-Mansijsk) – 74 (distans), 60 (sprint), 59 (jaktstart), DNS (masstart), DNF (stafett)
- 2012 (Ruhpolding) – 74 (distans), 62 (sprint), DNS (jaktstart), DNS (masstart), DNF (stafett)
- 2013 (Nové Město) – 23 (distans), 22 (sprint), 38 (jakstart), 29 (masstart), DNF (stafett)